# 테리 코플리
테리 코플리(Teri Copley, 1961년 5월 10일 ~ )는 미국의 배우, 텔레비전 배우, 모델, 영화배우이다.
미국에서 태어났다.

## 영화
- 폭소 삼총사 (1992년)
- 스펌 뱅크 (1992년)
- 도박사 4 (1991년)
- 집시 반란 (1990년)
- 위기일발 대작전 (1990년)
- 트랜실바니아의 저주 (1990년)
- FBI 기동 타격대 (1988년)
- 결혼 환상곡 (1984년)
- 악의 초대 (1981년)
- 사랑의 유람선 (1977년)